# Нергуїн Енхбат
Нергуїн Енхбат (монг. Нэргүйн Энхбат; 19 березня 1962, Улан-Батор — 6 квітня 2022) — монгольський боксер, призер Олімпійських ігор.

## Спортивна кар'єра
1983 року Нергуїн Енхбат ввійшов до складу збірної Монголії.
1984 року на змаганнях Дружба-84 спортсменів з соціалістичних країн, які бойкотували Олімпійські ігри 1984, Енхбат, програвши у фіналі Анхель Еррера Вера (Куба), зайняв друге місце в категорії до 60 кг.
На Іграх доброї волі 1986 завоював бронзову медаль. На чемпіонаті Азії 1987 зайняв друге місце в категорії до 63,5 кг.
На Олімпійських іграх 1988 завоював бронзову медаль.
- В 1/16 фіналу переміг Хосе Переса (Венесуела) — 5-0
- В 1/8 фіналу переміг Іштвана Туру (Угорщина) — RSC 3
- У чвертьфіналі переміг Камаля Маржуан (Марокко) — 5-0
- У півфіналі програв Джорджу Скотту (Швеція) — 2-3

1989 року Енхбат перейшов до вагової категорії до 63,5 кг і на чемпіонаті Азії став переможцем. На чемпіонаті світу 1989 переміг Аттілу Арслана (Туреччина) і Мікеле Піццирилло (Італія), а у чвертьфіналі програв Андреасу Отто (Німеччина) — 8-28, після чого завершив виступи.